# C (programozási nyelv)
A C egy általános célú programozási nyelv, melyet Dennis Ritchie  fejlesztett ki Ken Thompson segítségével 1969 és 1973 között a UNIX rendszerekre az AT&T Bell Labs-nál. Idővel  jóformán minden operációs rendszerre készítettek C fordítóprogramot, és a legnépszerűbb programozási nyelvek egyikévé vált. Rendszerprogramozáshoz és felhasználói programok készítéséhez egyaránt jól használható. Az oktatásban és a számítógép-tudományban is jelentős szerepe van.
A C minden idők legszélesebb körben használt programozási nyelve, és a C fordítók elérhetők a ma elérhető számítógép-architektúrák és operációs rendszerek többségére. Elterjedésében fontos szerepet játszott a RISC technológia. A sokféle processzorhoz operációs rendszerekre volt szükség, és az eleve C-ben írt Unix volt a legkönnyebben portolható.

## Történet

### Korai fejlesztések
A kezdeti fejlesztések az AT&T berkein belül történtek 1969 és 1973 között. A legkreatívabb időszak, Ritchie-nek köszönhetően 1972-ben volt. Azért lett „C” a nyelv neve, mert egy korábbi, „B” nevű programozási nyelv sok tulajdonságát „örökölte”. A leírások különböznek a „B” név forrását illetően: Ken Thompson írt egy programozási nyelvet, a BCPL-t, de írt egy Bon nevűt is, a feleségéről (Bonnie-ról) elnevezve.
Az 1973-as évben a C nyelv elég hatékonnyá vált, így a UNIX rendszermag legnagyobb részét, melyek PDP-11/20 assembly nyelven íródtak, újraírták C-ben. Ez volt az egyik első operációs rendszer rendszermag, mely nem assembly nyelven íródott, korábbiak, a Multics PL/I-ben íródott, a TRIPOS BCPL-ben.

### K&R C
1978-ban megjelent a Dennis Ritchie és Brian Kernighan nevével fémjelzett  A C programozási nyelv c. könyv első kiadása. Ez a könyv, melyet a C programozók csak K&R néven emlegettek, sokáig szolgált a nyelv formai leírásának forrásaként. A C nyelvnek az a verziója, melyet leírt, az a „K&R C” nyelv. (A könyv második kiadása az „ANSI C” szabványt írta le, lásd alább.)
A K&R a nyelv következő tulajdonságait vezette be:
- struct adattípus
- long int adattípus
- unsigned int adattípus
- A =+ típusú értékadó operátorokat a += formára változtatták. (A 'var =- érték' túlságosan hasonlított a 'var = -érték'-hez, bár hatásuk egészen más.)

A K&R C a nyelv legalapvetőbb részének tekinthető, melyet egy C fordítónak mindenképpen ismernie kell. Sok éven keresztül, még az ANSI C bevezetése után is, a „legnagyobb közös osztó” volt a K&R, melyet a C programozók használtak, ha a legnagyobb mértékű (forrás szintű) kompatibilitásra volt szükség, hiszen nem minden C fordító támogatta a teljes ANSI C-t és a megfelelően megírt K&R C (forrás)kód megfelelt az ANSI C szabványnak is.
A K&R C megjelenése utáni években, sok „nem hivatalos” kiegészítés látott napvilágot, melyet az AT&T és néhány másik cég fordítói is támogattak.
Ilyen változtatások voltak többek közt:
- void típusú függvény és void * adattípus
- függvények, melyek struct vagy union típusokat voltak képesek visszaadni (return)
- különböző struktúráknak lehetnek azonos nevű mezői (korábban az összes struktúra összes mezője egy közös névtéren osztozott!)
- struktúra típusú változók értékadása (korábban ezt csak a memcpy függvénnyel lehetett megtenni)
- const definíció, az érték írásvédettségéhez
- szabvány programkönyvtár (library), mely a különböző cégek leggyakrabban támogatott függvényeit tartalmazta
- felsorolások (enum)
- az un. „single-precision” (egyes pontosságú) float adattípus

### ANSI C és ISO C
Az 1970-es évek vége felé, a C kezdte felváltani a BASIC nyelvet a személyi számítógépeken. Személyi számítógépekre is átültették az 1980-as években, így a C nyelv népszerűsége ugrásszerűen emelkedni kezdett. Ugyanebben az időben Bjarne Stroustrup és társai a Bell Labs-nél elkezdtek dolgozni
objektumorientált nyelvi elemek hozzáadásán a  C nyelvhez. A nyelv, amit készítettek a C++ nevet kapta, ez ma a legelterjedtebb programozási nyelv a Microsoft Windows operációs rendszereken, míg a C a UNIX világban megőrizte népszerűségét.
1983-ban az Amerikai Nemzeti Szabványügyi Hivatal (angolul: American National Standards Institute, röviden ANSI) megalakította az X3J11 bizottságot, hogy létrehozzanak egy egységes (szabvány) C definíciót. A hosszú és fáradságos folyamat végén 1989-ben elkészült a szabvány (egy évvel az első C++ ANSI szabvány után!) és jóváhagyták mint: ANSI X3.159–1989 „A C programozási nyelv”. A nyelvnek ezt a verzióját nevezik ANSI C-nek. 1990-ben az ANSI C szabványt (néhány apróbb módosítással) átvette a Nemzetközi Szabványügyi Szervezet (angolul: International Organization for Standardization, röviden ISO) mint ISO/EC 9899:1990.
Az ANSI C szabványosítás egyik célja az volt, hogy a K&R C-ből és a nem hivatalos bővítésekből egy egységeset alakítson ki. Belevettek azonban számos új megoldást is, mint például függvény prototípust (a C++ nyelvből) valamint egy jobban alkalmazható (fejlettebb) előfordítót (preprocesszor).
ANSI C-t szinte minden fordító támogat. A legtöbb C kód, mely manapság íródott, az ANSI C-n alapul. Bármilyen program, amely a szabvány C-ben íródott, helyesen működik bármely platformon, amelyen szabványos C létezik. Vannak azonban programok, melyek csak adott platformon vagy adott fordítóval fordíthatók le, a használt nem szabvány függvénygyűjtemények miatt (például grafikus függvények) és vannak olyan fordítók, melyek nem támogatják alapértelmezésben az ANSI C szabványt.

### C99
Az ANSI szabványosítási folyamatot követően, a C nyelv viszonylag állandó maradt, míg a C++ fejlődött. Új C verzió, 1995-ben az első normatív kiegészítéssel jött létre, de ezt a változatot ritkán használják. A szabványt átdolgozták az 1990-es években és ebből lett az ISO 9899:1999 1999-ben. Ez a szabvány „C99” néven vált ismertté, majd 2000 márciusában bekerült az ANSI szabványok közé is.
C99 új tulajdonságai, többek közt:
- inline függvények
- változók definiálási helyére vonatkozó szabályai enyhítése (hasonlóképpen, mint C++-ban)
- új adattípusok, például: long long int, hogy a 32bitről a 64bitre való átállást megkönnyítsék, explicit bool (stdbool.h) és a complex (complex.h) típus.
- változó méretű tömbök
- hivatalosan is bevezették az egysoros kommentár jelölést // (a C++-ból)
- több új függvény, mint például: snprintf()
- több új „header” állomány, mint például az inttypes.h, amely rögzített méretű integer típusokat definiál: int8_t, int16_t, int32_t, int64_t, illetve ezek előjel nélküli változatait.

Az érdeklődés a C99 új tulajdonságainak támogatásával kapcsolatban eléggé vegyes. Míg GCC (GNU Compiler Collection, korábban GNU C Compiler) és más fordítók támogatják a C99 újdonságait, addig a Microsoft és Borland által forgalmazottak nem, és ez a két cég nem is foglalkozik a C99 jövőbeli támogatásának lehetőségével jelenleg.

### C11
2007-ben kezdődött a munka a C sztenderd egy másik revíziójával kapcsolatban, amit informálisan "C1X"-nek hívtak egészen addig, míg hivatalosan is nem publikálták 2011. december 8-án. A C sztenderdek tanácsa elfogadta az ajánlásokat az új lehetőségek limitált beépítésére, amelyeket még nem kezdtek el tesztelni létező implementáción.
A C11 sztenderd számos új lehetőséget adott hozzá a C és könyvtárakhoz, beleértve a típus generikus makrókat, anonim struktúrákat, javított Unicode támogatást, atomi operációkat, többszálúságot és határ ellenőrző függvényeket. Továbbá elkészítették a létező C99 könyvtár néhány portolását, és javították a kompatibilitást a C++-szal.

### C18
A C18-at 2018 júniusában adták ki, ami a C programozási nyelv aktuális szabványa. Nem vezetett be új nyelvi elemeket, csak technikai korrekciókat, pontosításokat tartalmaz a C11-hez képest. Az __STDC_VERSION__ macro 201710L-nek van definiálva.

### Beágyazott C
Rendszerint a beágyazott rendszerekhez nem szabványosított kiterjesztéseket használnak, hogy lehetővé tegyék az egzotikusabb funkciók használatát, mint pl. fix pontos aritmetikát, különböző memória bankok használatát és alap I/O műveleteket.
2008-ban a C szabványügyi bizottság publikált egy technikai beszámolót, hogy kiterjessze a C programozási nyelvet ezekkel a lehetőségekkel, az által, hogy közös szabványt biztosít. Ez rengeteg funkciót foglal magába ami nem része a normál C-nek, mint pl. fix pontos aritmetika, nevesített címtartományok és alapvető I/O hardver címzések.

## A C nyelv jellemzői
- strukturált
- szabványos: minden platformon van fordítóprogramja, a kód a forrásprogram szintjén hordozható
- a C-program rendkívül hatékony gépi kódra fordul le.

A nyelv makrónyelv abban az értelemben, hogy a C-fordító assembly nyelvre fordít, a programozónak azonban egyetlen assembly
sort sem kell leírnia (sőt, nem is kell tudnia erről).
A C strukturált programnyelv: bármelyik utasítás helyén állhat  blokk, mely { és } jelek közé zárt tetszőleges típusú és számú utasításból állhat. A blokkok egymásba skatulyázhatók. A függvények utasításai blokkban helyezkednek el. A C-program belépési pontja a main nevű függvény, mely az operációs rendszertől kapja a híváskor megadott paramétereket, és annak adja vissza az (egész típusú) visszatérési értékét.

## Formai szabályok
A nyelv utasításai a preprocesszor-utasítások kivételével szabad formátumúak: ahol egy helyköz megengedett, ott akárhány helyköz, tabulátor, új sor lehet. A nyelv szavai (utasításnevek, változónevek, számok, műveleti jelek stb.) között lehet helyköz, de nem kötelező. Az utasítások pontosvesszővel végződnek. Az üres utasítás az előző utasítás vége után tett pontosvessző. A folytatósor – a sor végi \ – a szabad formátum miatt csak preprocesszor-utasításokban használatos.
A megjegyzéseket (kommenteket) /* és */ közé kell zárni, és szabvány szerint nem ágyazhatók egymásba, bár sok fordítóprogram mégis megengedi. Az ANSI C-től kezdve használható a //, mely a sor végéig tartó megjegyzést vezet be (a C++-hoz hasonlóan). Hosszabb megjegyzéseket a #if 0...#endif közé is lehet tenni; ezek – lévén preprocesszor-utasítások – egymásba ágyazhatók.
C-ben a nevek kis- és nagybetűkből, számjegyekből és aláhúzásból állhatnak, számjegy nem lehet az első karakter. A kis- és nagybetűk különbözőnek számítanak. A kialakult szokás szerint a változó- és függvénynevekben kisbetűket használunk, a preprocesszor-utasításokban rendszerint nagybetűket.

## Utasítástípusok
- preprocesszor utasítások
- deklarációk
- aritmetikai utasítások
- vezérlő utasítások
- függvények

A preprocesszor utasítások az assembly nyelvek makróihoz hasonlítanak: a fordítás első menetében „normál” C-utasításokká fordulnak le.
Az aritmetikai utasítások nagyon különböznek a többi programozási nyelvben megszokott értékadó utasításoktól. Ezt az aritmetikai utasítást  vette át a C++ és a Java.
A nyelvnek nincs input/output utasítása, ezt szabványos könyvtári függvények végzik.
A végrehajtható utasítások (aritmetikai és vezérlő utasítások) függvényen belül, blokkban helyezkednek el. A C-program preprocesszor-utasításokból, deklarációkból és függvényekből áll.

## Egy egyszerű példaprogram
```
#include
 
<stdio.h>
            // preprocesszor utasítás

int
 
main
()
                    
// függvénydefiníció, egyúttal a program belépési pontja, ezúttal nincs paramétere

{
                             
// blokk kezdete

    
int
 
i
;
                    
// deklaráció

    
for
 
(
i
=
1
;
 
i
 
<=
 
3
;
 
i
++
)
    
// vezérlő (ciklus-) utasítás. A ++ egyváltozós értékadó művelet: eggyel növeli i-t.

    
{
                         
// újabb blokk-kezdet

        
printf
(
"Haho
\n
"
);
     
// I/O műveletet végző könyvtári függvény. A konzolra ír. 

                              
// A stringkonstansot "-k közé kell zárni. A \n az új sor jele a stringben.

    
}
                         
// a belső blokk vége

    
return
 
0
;
                 
// vezérlő utasítás: kilépés a függvényből. A main értékét az operációs rendszer kapja meg

                              
// Windows-ban az errorlevel, Unixban a $? változóban.

}
                             
// main blokkjának vége

```

A program fordítása linuxban (ha a fenti kódot a haho.c file-ba tettük):
```
gcc -o haho haho.c
```

Futtatás:
```
./haho
```

Kimenet:
```
Haho
Haho
Haho
```

A C-programozók a fenti ciklusutasítást for (i=0; i < 3; i++) alakban szokták leírni, mert a tömbök indexelése 0-tól kezdődik a C-ben. A példában a kettő teljesen azonos.

## Adattípusok

### Egyszerű típusok
| char        | 8  |
| short       | 16 |
| int         | 16 |
| long        | 32 |
| long long   | 64 |
| float       | 32 |
| double      | 64 |
| long double | 80 |

- char: egy karakter tárolására képes memóriaterület. Karakterkonstansok (pl. az A betű különböző alakokban): 'A', 65, \x41, 0101 (az utóbbi oktális, melyet a kezdő 0 jelez). A legfontosabb speciális karakterkonstansok:
  - '\n': új sor (LF)
  - '\r': kocsi vissza (CR)
  - '\t': tabulátor
  - '\b': backspace
  - '\a': alarm (sípolás)
  - '\\': backslash
- short (vagy short int): rövid egész.
- int: az egész konstans formája azonos char-ral, csak az érték lehet nagyobb. Több karakter megadása aposztrófok között nem szabványos, bár néhány fordító megengedi.
- long (vagy long int) konstans pl.:  65L.
- long long (vagy long long int) konstans pl.: 65LL.
- float, double, long double konstans pl.: 3.14, 8.3e11, 8.3d-11. Float típusú konstans 3.14F, long double 3.14L alakban adható meg. Ha nincs típusjelzés, a konstans double típusú.
- void: speciális adattípus, mellyel semmilyen művelet nem végezhető, még értékadás és konverzió sem. Mutatók és függvények esetén használatos.

A char, short, int, long és long long fixpontos, a float, double és long double lebegőpontos típus. Fixpontos adattípuson nincs túlcsordulás-ellenőrzés: az hibás működést eredményez.
A C-ben nincsen string típus (bár string konstans van, a példaprogramban: "Haho\n"). A stringet karaktertömbben tartja, a string végét bináris nulla ('\0') jelzi.
A C-ben nincs logikai típus (igaz vagy hamis). A nem 0 értékű fixpontos kifejezés a logikai igaz, a 0 értékű a hamis. A relációk (melyek szintén aritmetikai műveletek) igaz értékként 1-et adnak vissza.
A char típusú változóval ugyanazok a műveletek elvégezhetők, mint az int-tel. Ilyenkor a karakter egésszé konvertálódik.
A char, int, long és long long típus előtt használható a signed ill. unsigned típusmódosító. A nyelv nem definiálja, hogy a char típus egész számként használva előjeles-e, ezért ha az érték 127-nél nagyobb, mindenképpen meg kell adni, hogy hordozható legyen a kód. Az int, long és long long előjeles, ha az unsigned-et nem adjuk meg.
Az előjeltelen konstansot az utána írt U jelzi, pl. 15U, 15UL, 15ULL. A hexadecimális alakú konstans (0xF) előjeltelen (az utána írt S betűvel tehető előjelessé), a többi alak előjeles, ha nincs utána U.
A C nyelv az alábbi típusokkal tud műveletet végezni:
- int
- unsigned int
- signed long
- unsigned long
- signed long long
- unsigned long long
- double
- long double.

Minden más típus csak tárolásra való, aritmetikai műveletben azonnal átkonvertálódik a nála nagyobb, előjelben megfelelő típusra.

## Deklarációk
A deklaráció a fordítóprogramnak szóló utasítás. Kódot nem generál, a fordítóprogram szimbólumtáblájában okoz változást.
A C-ben háromféle deklaráció van:
- változódeklaráció
- típusdeklaráció
- függvénydeklaráció

Használat előtt a változókat és típusokat deklarálni kell. A függvényeket nem kötelező, de nyomatékosan ajánlott.

### Változó deklarálása
A deklaráció hatására foglalja le a fordítóprogram a memóriaterületet a változó számára, és megadja a memóriaterület nevét, amivel hivatkozni lehet a tartalmára.
Négy dolgot lehet/kell megadni a változó nevén felül:
- az adat láthatóságát a program különböző részeiből
- a tárolási osztályt
- az adat típusát
- a kezdőértéket.

A C-ben – meglehetősen szerencsétlen módon – az első kettőt nagyjából ugyanazokkal a kulcsszavakkal kell megadni.

#### Láthatóság
Az adat láthatósága C-ben háromféle lehet:
- globális (az egész programból látható)
- csak a forrásfájlból látható
- csak a blokkon belül látható.

A blokkon belül deklarált változók csak a blokkon belül láthatók (beleértve a blokk által tartalmazott blokkokat is). Ha a blokk egy külső blokkbeli vagy blokkon kívüli változónevet használ, akkor saját példányt definiál belőle, és (névvel) nem tudja elérni a feljebb levő azonos nevű változót.
C-ben függvényen belül nem lehet függvényt definiálni, ezért a függvényen (blokkon) kívüli adatok mindig statikusak, azaz a program indulásától kezdve ugyanazon a memóriaterületen vannak, így ezt a tényt nem kell külön megadni. A blokkon kívüli static kulcsszó az adat vagy függvény láthatóságát a forrásfájlon belülre korlátozza. A blokkon kívül deklarált, static nélküli változó és a static nélküli függvény globális.
Globális változóra vagy függvényre a program többi forrásfájljából az extern kulcsszóval hivatkozhatunk, melyben meg kell adni a változó nevét, típusát és a tárolási osztályt. Hogy ne kelljen mindezt többször leírni, általában saját header-fájlokat használunk, melyeket minden forrásfájl betölt a #include preprocesszor-utasítással. extern változónak nem lehet kezdőértéke. A program valamelyik forrásfájljában (általában a főprogramban) a változót extern nélkül kell deklarálni, és itt kaphat kezdőértéket.

#### Tárolási osztály
| Betöltéskor létrejövő adatok | Verem                          | Változó memóriatartalom  |
| Betöltéskor létrejövő adatok | Kezdőértéket nem kapott adatok | Változó memóriatartalom  |
| Programfájlban tárolt adatok | Kezdőértéket kapott adatok     | Változó memóriatartalom  |
| Programfájlban tárolt adatok | Konstansok                     | Konstans memóriatartalom |
| Programfájlban tárolt adatok | Programkód                     | Konstans memóriatartalom |

A tárolási osztály adja meg, hogy az adat a program melyik memóriaterületére kerül (lásd jobb oldali táblázat, középső oszlop).
A blokkon (függvényen) kívül deklarált adat mindig statikus, a blokkon belüli – ha mást nem adunk meg – dinamikus. Blokkon belüli adat a static kulcsszóval tehető statikussá, és az extern jelzi, hogy másik forrásprogramban van deklarálva. Az extern kulcsszót blokkon kívül szokás használni, és mindig statikus adatra vonatkozik.
A statikus adatnak állandó helye (memóriacíme) van. A dinamikus adat a veremben tárolódik, a blokkba belépéskor foglalódik le a helye, kilépéskor felszabadul, kezdőértéke definiálatlan.
A register kulcsszóval javasolhatjuk a fordítóprogramnak, hogy a dinamikus adatot ne veremben, hanem a CPU regiszterében tartsa. Az ilyen változóknak nincs memóriacímük, így a & művelet nem használható rájuk. Kezdőértékük definiálatlan. Ha nincs elég regiszter, akkor a deklaráció ellenére verembe kerül az adat. A jelenlegi igen jól optimalizáló fordítók mellett a register használata idejétmúlt.
A programban kezdőértéket nem kapott statikus adatok 0 értéket kapnak, amikor az operációs rendszer a memóriába tölti a programot.
Konstans változót a const kulcsszóval lehet megadni, és kötelezően kezdőértéket kell kapjon, mely a program végrehajtása során nem változik, és a fordítóprogram ellenőrzi is, hogy ne szerepelhessen olyan utasításban, ahol értéket kaphatna. A konstans memóriaterületre kerülnek azok a konstansok is, melyeknek nincs nevük ("Haho\n" a mintapéldában).

#### A változó típusa
Háromféle lehet:
- egyszerű (lásd fent)
- összetett: struct, union vagy enum
- tömb vagy mutató.

#### Kezdőérték
Kezdőérték a változónév utáni = jelet követő konstanssal adható meg. Kezdőérték adható dinamikus változónak is, de az érték beállításához a fordítóprogram kódot generál, és nem teszi a kezdőértékeket a konstansok memóriaterületére.
Tömbök és összetett változók kezdőértékeit { és } közé kell tenni, a zárójelbeli értékeket vesszővel elválasztva. Nem hiba az utolsó érték után is kitenni a vesszőt.
Ha egy változónak nincs kezdőértéke, akkor az dinamikus változó esetén definiálatlan, statikus változó esetén 0 (lásd: tárolási osztály).

#### Példák változódeklarációra
```
int
 
i
;

int
 
a
,
 
b
=
2
;

static
 
const
 
unsigned
 
short
 
alfa
 
=
 
88
;

extern
 
int
 
globalis
;

```

### Struktúra
A struktúra különböző típusú adatokból álló adat. A struktúra szerkezetét és a változókat lehet együtt vagy külön-külön deklarálni. Az alábbi két példa egyenértékű:
| struct datstr { short ev; short ho; short nap; }; struct datstr ma, holnap; | struct { short ev; short ho; short nap; } ma, holnap; |

Az első példában az első utasítás az adatszerkezetet definiálja (melyet gyakran header-fájlba teszünk, ha több forrásfáljból is használni akarjuk), a második deklarálja a változókat.
A második esetben a struktúrának nem kell neve legyen, bár ilyenkor nem használhatjuk a definiált adatszerkezetet később, más változó deklarálásához.
Kezdőértékadás a deklarációban:
```
struct
 
datstr
 
ma
 
=
 
{
 
2015
,
 
12
,
 
4
 
};

```

Értékadás aritmetikai utasítással:
```
holnap
 
=
 
ma
;

holnap
.
nap
 
=
 
5
;

```

A struktúrák egymásba ágyazása:
```
struct
 
{

     
struct
 
datstr
 
dat
;

     
short
 
ora
;

     
}
 
pelda
;

```

Az évre pelda.dat.ev néven hivatkozhatunk, pelda.ev néven nem.
Mutatóval adott struktúra tagjaira a -> művelettel lehet hivatkozni.

### Unió
Az unió (union) formailag megegyezik a struktúrával, de a tagjai (melyek rendszerint struktúrák) azonos memóriaterületen helyezkednek el. Az unió mérete a legnagyobb tag mérete lesz. Arra szolgál, hogy ugyanazt a memóriaterületet a program különböző időpontokban különböző célokra használhassa. Rendszerprogramokban fordul elő, felhasználói programban ritka.

### enum
Akkor használatos, ha egy egész változó csak néhány értéket vehet fel, és ezekre az értékekre (tipikusan kódokra) névvel akarunk hivatkozni a könnyebb megjegyezhetőség érdekében. Alakja a struktúrához hasonló, pl.:
```
enum
 
httpkod
 
{
 
VAN
=
200
,
 
TILTOTT
=
403
,
 
NINCS
=
404
 
}
 
htkod
;

```

httpkod a struktúranév megfelelője, htkod a változó neve. A struktúrához hasonlóan külön is megadható a kettő. A kapcsos zárójelben nem kötelező értékeket megadni, ilyenkor a fordítóprogram 0-tól egyesével növekvő értékeket rendel a felsorolt nevekhez.
C-ben az enum – a C++-tól eltérően – nem definiál külön adattípust, egyszerűen hozzárendeli a felsorolt nevekhez az egész értékeket. A nevek ezután bármilyen aritmetikai kifejezésben szerepelhetnek, mintha egész típusú konstansok lennének, de a program hordozhatósága érdekében ezt a tulajdonságot nem ajánlatos kihasználni.

### Tömbök
A programozásban tömbnek olyan változókat neveznek, melyek több azonos típusú adatból állnak. A deklaráció formája azonos a skalár (nem tömb) típusú változóval. Az elemek számát C-ben a változónév után szögletes zárójelben kell megadni (csak egész típusú érték lehet), a kezdőértékeket pedig a struktúráknál megismert módon. Pl:
```
int
 
egesztomb
[
4
];

const
 
int
 
allando
[
3
]
 
=
 
{
 
1
,
 
2
,
 
3
 
};

static
 
struct
 
datstr
 
{
 
int
 
ev
;
 
int
 
ho
;
 
int
 
nap
;
 
}
 
dat
[
2
]
 
=
 
{
 
{
 
1954
,
 
10
,
 
19
 
},
 
{
 
2015
,
 
12
,
 
06
 
}
 
};

```

A tömbök indexei 0-val kezdődnek. allando elemeire allando[0], allando[1], allando[2]-vel lehet hivatkozni. C-ben nincs tömbindex-ellenőrzés: allando[3]-ra hivatkozás hibás működést fog eredményezni. A tömbindex-túlcsordulás az egyik leggyakoribb programozási hiba C-ben.
Bármilyen típusú változó lehet tömbben, beleértve a tömböt is: C-ben a kétdimenziós tömb az egydimenziós tömb tömbje:
```
double
 
matrix
[
3
][
14
];

```

A többdimenziós tömbök elemei sorfolytonosan tárolódnak. Nem hiba egydimenziós tömbként hivatkozni rájuk, pl. matrix[0][40].
A tömb elemszáma megadható fordítási időben kiértékelhető (konstans) kifejezéssel:
```
int
 
tomb
[
3
+
8
*
4
];

```

Ennek preprocesszor-változók használatakor van jelentősége.
Más forrásfájlban deklarált tömbnek nem kell méretet adni. Pl.:
```
extern
 
int
 
tomb
[];

```

Akkor sem kell megadni a tömb méretét, ha az kezdőértéket kapott. Ilyenkor a méret a kezdőértékek száma lesz.

### Mutatók
A mutató memóriacímet tároló változó. Leggyakrabban függvények paramétereiben és tömbelem-hivatkozásokban fordul elő.
A mutató típusa a memóriacímen tárolt adat típusát jelzi. A mutatót a változódeklarációban a név elé tett csillag jelzi:
```
int
 
*
mut
;

```

Értéket a címképző operátorral adhatunk a mutatónak:
```
int
 
egesz
 
=
 
3
,
 
*
mut
;

mut
 
=
 
&
egesz
;

```

A mutatóval megadott adat értékére a * operátorral hivatkozunk. A fenti két sor után egesz és *mut értéke egyaránt 3.
A tömb neve a tömb memóriacímét jelenti; ilyenkor nem kell kitenni az &-et:
```
int
 
tomb
[
8
],
 
*
mut
;

mut
 
=
 
tomb
;

```

A mutatóhoz 1-et hozzáadva nem eggyel, hanem a fenti példában sizeof(int)-tel nő a mutató értéke, vagyis a következő egészre (a tömb következő elemére) mutat. Ez azt jelenti, hogy *(mut+1) és tomb[1] a fenti példában ugyanazt az értéket adja, és *(mut+1) is leírható mut[1] alakban.
Különbség csak két azonos típusú mutató között értelmezett, és a két cím különbsége elosztódik a típus hosszával. A fenti példában mut-tomb azt mondja meg, hogy mut tomb hányadik elemére mutat.
A mutató lehet void típusú; ilyenkor a fordítóprogram nem ellenőrzi a mutató típusát. Pl. a malloc nevű könyvtári függvény, mely memóriát kér a program számára, void mutatót ad vissza, melyet a program a kívánt típusú mutatóba tesz. A void típus miatt az értéket eltároló utasítás nem jelez típuskonverziós hibát.
A mutató típusa a memóriacímen tárolt adat típusa. Ebbe a const is beleértendő:
```
int
 
egy
;

const
 
int
 
*
mut
;

mut
 
=
 
&
egy
;
          
// helyes

*
mut
 
=
 
5
;
            
// hibas: konstansnak nem adhato ertek

```

Struktúramutatók számára külön műveletet vezettek be. Pl.:
```
struct
 
{
 
int
 
ev
;
 
int
 
ho
;
 
int
 
nap
;
 
}
 
dat
,
 
*
datmut
;

datmut
 
=
 
&
dat
;

```

után dat.ev-re (*datmut).ev alakban kellene hivatkozni. (A zárójelre szükség van, mert a .-nak nagyobb a prioritása, mint a *-nak.) Ezt könnyíti meg a datmut->ev alak. A kettő hatásában teljesen azonos.
A függvénymutatók használatát lásd a függvényeknél.
A mutatót visszaadó könyvtári függvények NULL értéket adnak vissza sikertelenség esetén (pl. a memóriafoglalás nem sikerült). A NULL az stdio.h header-fájlban definiált konstans.
Mutató mutatóra is mutathat:
```
int
 
mut
=
3
,
*
mut1
,
**
mut2
,
***
mut3
;

mut1
 
=
 
&
mut
;

mut2
 
=
 
&
mut1
;

mut3
 
=
 
&
mut2
;

```

A fentiek után a mut, *mut1, **mut2 vagy ***mut3 kifejezések mindegyikének 3 az értéke.

### Típusdeklaráció
A típusdeklaráció nevet ad egy adattípusnak. A típusnév a deklaráció után úgy használható, mint a beépített típusok, de – a C++-szal ellentétben – nem hoz létre új típust: a fordítóprogram úgy tekinti, mintha a típusnév helyett a típusdeklarációt írtuk volna le.
A típusdeklaráció alakja formailag azonos az adattípusokéval, de a tárolási osztályt megadó static vagy extern kulcsszó helyére a typedef kerül. Az adat neve lesz a típusnév:
```
typedef
 
unsigned
 
int
 
UINT24
;

UINT24
 
valt
;

```

Ezután valt előjeltelen egész változóként használható.

## Aritmetikai utasítások
Aritmetikai utasításnak egy pontosvesszővel lezárt aritmetikai kifejezést nevezünk.  Az aritmetikai kifejezés változók vagy konstansok és műveletek kombinációja. (A C-ben csak aritmetikai művelet létezik, ezért a jelzőt el lehet hagyni.)
Az aritmetikai utasításban nem okvetlenül van értékadás: aritmetikai utasítás lehet egy függvényhívás, de szintaktikusan helyes a 1; utasítás is, bár a fordítóprogram ilyenkor figyelmeztet, hogy az utasításnak nincs semmilyen hatása.
A C-ben az értékadás ugyanolyan aritmetikai művelet, mint pl. a szorzás. Pl. megengedett az
```
 
x
 
=
 
(
a
 
=
 
b
)
 
*
 
(
c
 
=
 
d
);

```

utasítás, melyet a többi programnyelvben
```
 
a
 
=
 
b
;

 
c
 
=
 
d
;

 
x
 
=
 
a
 
*
 
c
;

```

alakban írnánk (természetesen C-ben is írható így). Az értékadás művelet (szükség esetén) automatikus konverziót végez, és ez a konvertált érték a művelet eredménye. „Mellékhatásként” az érték az = bal oldalán levő változóba is eltárolódik. (E mellékhatás miatt használjuk a műveletet, hiszen konverziós művelet is létezik.)
Miután az aritmetikai utasításoknak nincs külön nevük (mint pl. az if vagy a többi programnyelv értékadó utasításának = karaktere), ezért a fordító minden utasítást aritmetikai utasításnak tekint, ami nem fenntartott szóval kezdődik. Ebből az is következik, hogy C-ben nem szabad a fenntartott szavakat változónévnek használni.
A másik érdekesség, hogy a nyelvben nincs eljárás, csak függvény, de ez a tulajdonság is az aritmetikai utasítások jellegzetességéből adódik.

### Műveletek
| Precedencia       | Operátor         | Leírás                                                                                 | Asszociativitás |
| ----------------- | ---------------- | -------------------------------------------------------------------------------------- | --------------- |
| 1 legmagasabb     | ::               | Látókör meghatározás (csak C++)                                                        | Nincs           |
| 2                 | ++               | Postfix növelés                                                                        | Balról jobbra   |
| 2                 | --               | Postfix csökkentés                                                                     | Balról jobbra   |
| 2                 | ()               | Függvényhívás                                                                          | Balról jobbra   |
| 2                 | []               | Tömbindexelés                                                                          | Balról jobbra   |
| 2                 | .                | Adattag kiválasztás referencia szerint                                                 | Balról jobbra   |
| 2                 | ->               | Adattag kiválasztás pointeren keresztül                                                | Balról jobbra   |
| 2                 | typeid()         | Futásidejű típusinformáció (csak C++)                                                  | Balról jobbra   |
| 2                 | const_cast       | Típuskonverzió (csak C++)                                                              | Balról jobbra   |
| 2                 | dynamic_cast     | Típuskonverzió (csak C++)                                                              | Balról jobbra   |
| 2                 | reinterpret_cast | Típuskonverzió (csak C++)                                                              | Balról jobbra   |
| 2                 | static_cast      | Típuskonverzió (csak C++)                                                              | Balról jobbra   |
| 3                 | ++               | Prefix növelés                                                                         | Jobbról balra   |
| 3                 | --               | Prefix csökkentés                                                                      | Jobbról balra   |
| 3                 | +                | Unáris plusz                                                                           | Jobbról balra   |
| 3                 | -                | Unáris mínusz                                                                          | Jobbról balra   |
| 3                 | !                | Logikai NEM                                                                            | Jobbról balra   |
| 3                 | ~                | Bitenkénti NEM                                                                         | Jobbról balra   |
| 3                 | (type)           | Típuskonverzió                                                                         | Jobbról balra   |
| 3                 | *                | Indirekció (dereferencia)                                                              | Jobbról balra   |
| 3                 | &                | Memóriacím lekérése                                                                    | Jobbról balra   |
| 3                 | sizeof           | Méret lekérése                                                                         | Jobbról balra   |
| 3                 | _Alignof         | Igazítási követelmény (C11 óta)                                                        | Jobbról balra   |
| 3                 | new, new[]       | Dinamikus memóriafoglalás (csak C++)                                                   | Jobbról balra   |
| 3                 | delete, delete[] | Dinamikus memóriafelszabadítás (csak C++)                                              | Jobbról balra   |
| 4                 | .*               | Pointerből adattag (csak C++)                                                          | Balról jobbra   |
| 4                 | ->*              | Pointerből adattag (csak C++)                                                          | Balról jobbra   |
| 5                 | *                | Szorzás                                                                                | Balról jobbra   |
| 5                 | /                | Osztás                                                                                 | Balról jobbra   |
| 5                 | %                | Maradék                                                                                | Balról jobbra   |
| 6                 | +                | Összeadás                                                                              | Balról jobbra   |
| 6                 | -                | Kivonás                                                                                | Balról jobbra   |
| 7                 | <                | Bitenkénti balra tolás                                                                 | Balról jobbra   |
| 7                 | >                | Bitenkénti jobbra tolás                                                                | Balról jobbra   |
| 8                 | <=>              | Háromirányú összehasonlítás (nagyobb: 1, kisebb: -1, egyenlő: 0) (C++20 óta, csak C++) | Balról jobbra   |
| 9                 | <                | Kisebb mint                                                                            | Balról jobbra   |
| 9                 | <=               | Kisebb-egyenlő                                                                         | Balról jobbra   |
| 9                 | >                | Nagyobb mint                                                                           | Balról jobbra   |
| 9                 | >=               | Nagyobb-egyenlő                                                                        | Balról jobbra   |
| 10                | ==               | Egyenlő                                                                                | Balról jobbra   |
| 10                | !=               | Nem egyenlő                                                                            | Balról jobbra   |
| 11                | &                | Bitenkénti ÉS                                                                          | Balról jobbra   |
| 12                | ^                | Bitenkénti XOR (kizáró vagy)                                                           | Balról jobbra   |
| 13                | \|               | Bitenkénti VAGY (megengedő vagy)                                                       | Balról jobbra   |
| 14                | &&               | Logikai ÉS                                                                             | Balról jobbra   |
| 15                | \|\|             | Logikai VAGY                                                                           | Balról jobbra   |
| 16                | co_await         | Párhuzamos folyamat feldolgozása (csak C++)                                            | Jobbról balra   |
| 16                | co_yield         | Párhuzamos folyamat feldolgozása (csak C++)                                            | Jobbról balra   |
| 17                | ?:               | Hármas feltételes elágazás (ha-akkor-különben)                                         | Jobbról balra   |
| 17                | =                | Értékadás                                                                              | Jobbról balra   |
| 17                | +=               | Értékadás és összeg                                                                    | Jobbról balra   |
| 17                | -=               | Értékadás és különbség                                                                 | Jobbról balra   |
| 17                | *=               | Értékadás és szorzás                                                                   | Jobbról balra   |
| 17                | /=               | Értékadás és osztás                                                                    | Jobbról balra   |
| 17                | %=               | Értékadás és maradék                                                                   | Jobbról balra   |
| 17                | <=               | Értékadás és bitenkénti balra tolás                                                    | Jobbról balra   |
| 17                | >=               | Értékadás és bitenkénti jobbra tolás                                                   | Jobbról balra   |
| 17                | &=               | Értékadás és bitenkénti ÉS                                                             | Jobbról balra   |
| 17                | ^=               | Értékadás és bitenkénti XOR                                                            | Jobbról balra   |
| 17                | \|=              | Értékadás és bitenkénti VAGY                                                           | Jobbról balra   |
| 17                | throw            | Dobás operátor (kivételdobás, csak C++)                                                | Jobbról balra   |
| 18 legalacsonyabb | ,                | Vessző                                                                                 | Balról jobbra   |

Egy több műveletet tartalmazó kifejezésben a műveletek prioritás szerinti sorrendben hajtódnak végre (lásd a jobb oldali táblázatot). Az azonos prioritású műveletek közötti sorrendet az asszociativitás dönti el. Miután az asszociativitásnak csak a prioritási szinten belül van szerepe, az egyes prioritási szintek asszociativitása eltérhet egymástól. A C nyelv – a „szokásos” programnyelvekkel ellentétben – használja ezt a lehetőséget. A műveletek végrehajtási sorrendjét zárójelekkel téríthetjük el a prioritás szerintitől.
Ha a művelet két operandusa nem azonos típusú, akkor a „kisebb” típus automatikusan a „nagyobbra” konvertálódik a művelet előtt. Ez alól kivételek a nem szimmetrikus műveletek (pl. struktúra tagjára hivatkozás, tömbindexelés, léptetés).
- (): függvényhívás. A C-ben a függvény neve a függvény memóriacímét jelenti. Ezen cím meghívása a művelet. A zárójelben a függvény paraméterei adhatók meg. A zárójeleket akkor is ki kell írni, ha a függvénynek nincs paramétere.[10]
- []: tömb indexelés.
- . és ->: hozzáférés struktúra vagy unió tagjához. . esetén a struktúra változóval, -> esetén memóriacímmel (mutatóval) adott.
- !: logikai nem. !c értéke 1, ha c == 0, egyébként 0.
- ~: bitenkénti negálás.
- ++: egyváltozós értékadás, mely eggyel növeli a változó értékét. A művelet eredménye ++n esetén n+1, n++ esetén n (vagyis utóbbi esetben a növelés előtti érték).
- --: egyváltozós értékadás, mely eggyel csökkenti a változó értékét. A művelet eredménye --n esetén n-1, n-- esetén n (vagyis utóbbi esetben a csökkentés előtti érték).
- változó előtti -: előjelváltás.
- változó előtti +: hatástalan, de az olvashatóság érdekében megengedett (pl. x = +a;)
- (típus): explicit konverzió. Pl. a (unsigned long)c kifejezés a c változó értékét előjeltelen hosszú egésszé alakítja.
- változó előtti *: a mutatóban tárolt érték
- változó előtti &: a változó memóriacíme
- sizeof(): a változó vagy típus mérete byte-ban.[11] Ha pl. tomb-ot így deklaráltuk: int tomb[6];, akkor a sizeof(tomb)/sizeof(int) kifejezés értéke tomb elemszáma (ez esetben 6) lesz. A változó vagy típus összetett is lehet (struktúra vagy unió).[12]
- *: szorzás
- /: osztás
- %: maradékképzés. Fixpontos adatokon végezhető. Negatív osztási eredmény esetén a maradék előjele nem definiált.
- +: összeadás.
- -: kivonás.
- <<: bitenkénti balra léptetés; jobbról 0-k lépnek be. A második operandus a léptetésszám. Pl. 1<<5 értéke 32.
- >>: bitenkénti jobbra léptetés. Negatív szám esetén a balról bejövő bitek értéke nem definiált.
- relációk: <, <=, >, >=, ==, !=. A kifejezés értéke 1, ha teljesül a reláció, 0, ha nem. Az egyenlőséget vizsgáló == nem tévesztendő össze az értékadó = művelettel.
- & (két operandussal): bitenkénti ÉS művelet
- ^: bitenkénti kizáró vagy művelet. (Hatványozás művelet nincs C-ben, de van rá könyvtári függvény: a pow.)
- |: bitenkénti VAGY művelet.
- &&: logikai ÉS művelet. Ha a bal operandus értéke 0, a művelet eredménye 0, és a jobb operandus nem értékelődik ki. Így pl. az a != 0 && 1000/a < 2 kifejezés sohasem vezet 0-val osztáshoz.
- ||: logikai VAGY művelet. Ha a bal operandus értéke nem 0, a művelet eredménye 1, és a jobb operandus nem értékelődik ki.
- ? és: háromváltozós művelet, feltételes értékadáshoz használható. Az ? előtti kifejezés a feltétel, azt követi az igaz, majd a : után a hamishoz tartozó érték. Pl. az 5 < 3? 1 : 2 kifejezés értéke 2. A példabeli számok helyén tetszőleges kifejezés állhat.
- kétváltozós értékadó műveletek: =, *=, /=, %=, +=, -=, <<=, >>=, &=, ^=, |=. Az = az egyszerű értékadás. a += 2; a értékéhez 2-t ad, az eredményt a-ba teszi, egyúttal ez az érték a kifejezés értéke. A többi művelet teljesen hasonló.
- ,: először kiértékelődik a vessző előtti, utána a vessző utáni kifejezés, és ez utóbbi lesz a vesszős kifejezés értéke. A műveletet szinte kizárólag a for utasításban használják.

A bitműveletek (~, <<, >>, &, ^, |, <<= és >>=) és a maradékképzés (%) csak fixpontos típusokon értelmezettek.

## Vezérlő utasítások
Három típusuk van:
- elágazások (if és switch)
- ciklusutasítások (while, for, do/while)
- goto

### Az if utasítás
Alakja:
```
if(
feltétel
)
        
utasítás
;
else    
utasítás2
;
```

A többi programnyelvtől eltérően C-ben nincs then kulcsszó (ezért kell a feltételt zárójelbe tenni). Az else elmaradhat.
Az if és else után egy utasítás állhat, ami blokk is lehet (és majdnem mindig az is). Ha utasítás is if, és a két if-nek egy else-e van, az a belsőhöz tartozik. Az ilyen helyzeteket a { } használatával célszerű elkerülni.
C-ben nincs logikai változó vagy kifejezés (a relációs műveletek is egész típusú értéket adnak vissza), ezért a feltétel egész típusú aritmetikai kifejezés, melynek 0 értéke esetén a feltétel nem teljesül (else ág), nem 0 érték esetén teljesül.
Példa: az alábbi kód:
```
if
(
a
 
>
 
5
)

{

    
x
 
=
 
3
;

    
y
 
=
 
2
;

}

else

{

    
x
 
=
 
8
;

    
y
 
=
 
9
;

}

```

így is írható (bár a könnyű téveszthetőség miatt nem javasolt):
```
if
(
a
 
>
 
5
)

     
x
 
=
 
3
,
 
y
 
=
 
2
;

else
 
x
 
=
 
8
,
 
y
 
=
 
9
;

```

### A switch utasítás
Többirányú elágazás egy egész típusú aritmetikai kifejezés lehetséges értékei szerint. A lehetséges értékek egész típusú konstansok. Alakja:
```
switch(
kifejezés
) {
     case 
érték1
: ...
               break;
     case 
érték2
: ...
               break;
     default: ...
}
```

A case utáni egész konstansok különbözőek kell legyenek. Arra a case-ra kerül a vezérlés, melynek értékével egyezik a kifejezés értéke. Ha egyikkel sem, a default ágra kerül a vezérlés. A default elhagyható, ilyenkor a switch semmit sem csinál, ha a kifejezés értéke mindegyik case-tól különbözik.
A break kilép a switch utasításból. Nem kötelező minden ág végére kitenni: ilyenkor az ág „átcsurog” a következőbe. Miután ez rendszerint programhiba, ha szándékos, célszerű megjegyzésben jelezni.
Példa (HTTP-státuszokkal):
```
enum
 
{
 
VAN
=
200
,
 
NINCS
=
404
,
 
TILTOTT
=
403
 
}
 
kod
;

...

switch
(
kod
)
 
{

    
case
 
VAN
:
 
puts
(
"Van ilyen lap"
);

            
break
;

    
case
 
NINCS
:
 
puts
(
"Nincs ilyen lap"
);

            
break
;

    
case
 
TILTOTT
:
 
puts
(
"Nincs engedély a lap olvasására"
);

            
break
;

    
default
:
 
printf
(
"Ismeretlen kód: %d
\n
"
,
kod
);

            
break
;

}

```

### A while utasítás
Alakja:
```
while(
feltétel
)
       
utasítás
;
```

A feltétel az if utasításhoz hasonlóan egész kifejezés, az utasítás – a ciklusmag – szinte mindig blokk.
Először feltétel értékelődik ki. Ha ez nem 0, végrehajtódik az utasítás, majd újra feltétel kiértékelése következik mindaddig, amíg feltétel a 0 értéket nem veszi fel.
A break utasítás kilép a ciklusból. A continue kilép a ciklusmagból, és feltétel kiértékelésével folytatja.
Végtelen ciklus:
```
while
(
1
);

```

A pontosvessző az üres utasítást jelenti.

### A for utasítás
Alakja:
```
for(
előkifejezés
; 
feltétel
; 
utókifejezés
)
       
utasítás
;
```

Hatása ugyanaz, mintha ezt írtuk volna:
```
előkifejezés
;
while(
feltétel
)
        {
        
utasítás
;
        
utókifejezés
;
        }
```

Ha a feltétel elmarad, igaznak számít. A két kifejezés bármelyike elhagyható; a for(;feltétel;) azonos a while(feltétel) utasítással. utasítás is elmaradhat, de a pontosvessző nem (üres utasítás). Ez elég gyakori: a ciklus feladatát a ciklus fejléce látja el.
A break utasítás kilép a ciklusból. A continue kilép a ciklusmagból, és utókifejezés végrehajtásával folytatja.
Példa: megszámoljuk, hogy tomb-ben hány 1-es érték van, és a szaml változóba tesszük.
```
int
 
tomb
[
1000
],
szaml
,
*
mut
;

...

for
(
mut
=
tomb
,
szaml
=
0
;
 
mut
-
tomb
 
<
 
sizeof
(
tomb
)
/
sizeof
(
int
);
 
mut
++
)

{

    
if
(
*
mut
 
==
 
1
)

    
{

        
szaml
++
;

    
}

}

```

sizeof(tomb) a tomb mérete byte-ban. sizeof(int) az egész típus hossza byte-ban. A kettő hányadosa megadja tomb elemszámát, így azt egyszer kellett csak leírni. mut-tomb azt adja meg, hogy hányadik tömbelemnél jár a ciklus.
A ciklus lefutása után a mut változó értéke tomb+1000 lesz. A C-ben nincs igazi ciklusváltozó; a for utasításban szereplő változók értékét – a legtöbb nyelvtől eltérően – a ciklus lefutása vagy a break-kel történő kilépés után is megkötés nélkül használhatjuk.
Végtelen ciklus:
```
for
(;;);

```

### A do/while utasítás
A ciklusutasítások harmadik formája. Abban különbözik while-tól, hogy először hajtja végre a ciklusmagot, utána értékeli ki a feltételt (Fortran-típusú ciklus). C-ben ritkán használatos. Alakja:
```
do     
utasítás
;
while  
feltétel
;
```

### A goto utasítás
A strukturált programozást a goto utasítás elkerülésére, a program olvashatóbbá tételére találták ki, ezért a goto használata egyáltalán nem javasolt.
Alakja: goto címke; A címke egy név, melyet kettőspont követ. A goto hatására a program a címkével megjelölt utasítással folytatódik.
Példa:
```
goto
 
cimke
;

...

cimke
:
 
...

```

## Függvények
A függvények a hívó programtól kapott paraméterek alapján kiszámítanak egy értéket, és visszaadják a hívónak. A paraméterek és a visszatérési értékek helyes értelmezéséről a függvény deklarációja gondoskodik. A deklaráció nyomatékosan ajánlott, de nem kötelező.
A C-ben nincs eljárás, de a hívó program – az aritmetikai utasítások szabályai miatt – nem köteles felhasználni a függvény visszatérési értékét, ezért a függvények használhatók eljárásként. A gyakorlatban így is zavart okozott a függvények eljárásként történő használata, ezért az ANSI C-ben bevezették a void típust, mellyel semmilyen művelet nem végezhető. Ez azt jelenti, hogy a void típust visszaadó függvény gyakorlatilag eljárásnak tekinthető.

### Függvénydeklaráció
Két módja van:
- típusdeklaráció: csak a függvény visszatérési értékének típusát mondja meg, a paraméterekét nem.
- prototípus: a visszatérési érték típusán felül megadja a paraméterek számát és típusát is.

A függvényérték típusa bármilyen C-típus lehet, beleértve az egyszerű és összetett típusokat, a mutatót (a tömböt mutató formájában adja vissza a függvény) és a már említett void típust.
Példa: a strcmp könyvtári függvény két stringet hasonlít össze. Ha a kettő azonos, 0-t ad vissza, ha az első előbb van az abc-ben, -1-et, ha hátrébb, 1-et. A típusdeklaráció:
```
int
 
strcmp
();

```

A függvény prototípusa a string.h header-fájlban van:
```
int
 
strcmp
(
const
 
char
 
*
string1
,
 
const
 
char
 
*
string2
);

```

Ha a deklaráció elmarad, a függvényt egész típusúnak tekinti a fordítóprogram. Ha a paraméterek deklarációja marad el, azok típusát az első hívás alapján állapítja meg.
Ha a függvénynek nincs paramétere, a prototípusban – a típusdeklarációtól való megkülönböztetés érdekében – a void kulcsszót kell megadni: int fv(void);.

### Függvénydefiníció
A függvény utasításait adja meg. Két részből áll: a fej adja meg a paramétereket és az érték típusát, az azt követő blokk az utasításokat.
A fej kétféle formában írható a kétféle függvénydefinícióhoz hasonlóan. Az eredeti, típusdefiníció-szerű alak:
```
int
 
memcmp
(
string1
,
string2
)

const
 
char
 
*
string1
,
*
string2
;

{...}

```

A másik alak ugyanolyan, mint a prototípus, csak a ; helyén áll a blokk. Ma már kizárólag ez az alak használatos:
```
int
 
strcmp
(
const
 
char
 
*
string1
,
 
const
 
char
 
*
string2
)

{...}

```

A függvény a return utasítás utáni kifejezéssel adja meg a visszatérési értékét. A kifejezés automatikusan átkonvertálódik a függvény típusára. void típusú függvény esetén a return utáni kifejezés elmarad, és a return-t sem kell kiírni, ha az a függvény utolsó utasítása a záró } előtt.
Ha a függvény mutatót ad vissza, az nem mutathat dinamikus adatra (verembeli területre). A függvényből való visszatéréskor ui. a dinamikus változók memóriaterülete felszabadul, és a terület bármikor megváltozhat.

### A függvény hívása
A paramétereket a függvény neve után kell írni zárójelbe, vesszővel elválasztva. A zárójelet akkor is ki kell írni, ha a függvénynek nincs paramétere, ui. a zárójel a függvényhívó művelet.
A paraméterek átadása érték szerint történik, azaz a függvény az értékek másolatát kapja meg. Ebből az is következik, hogy nem tudja megváltoztatni a hívó változóinak értékét. Ezt úgy hidalják át, hogy a változó címét (mutatóját) adják át a függvénynek.
Függvényhívásra példák a könyvtári függvények fejezetben találhatók.

### Függvénymutató
A függvénymutató egy függvény memóriacímét tároló változó, melyen a függvényhívás művelete (()) hajtható végre.
Függvénymutató is kétféleképpen deklarálható:
```
int
 
(
*
comp
)();
                                         
// típusdeklarációs forma

int
 
(
*
comp
)(
const
 
char
 
*
string1
,
const
 
char
 
*
string2
);
  
// prototípus forma

```

Mindkettő azt jelenti, hogy a comp nevű változó egy egész típusú függvény címét tartalmazza. Érték így adható neki:
```
comp
 
=
 
strcmp
;

```

Ezután pl. a comp("egyik",valt) és strcmp("egyik",valt) kifejezés teljesen azonos hatású.
Függvénymutatót kap paraméterként a rendezést végző qsort és a szimbóltáblában kereső lsearch, lfind és bsearch könyvtári függvény.

## Preprocesszor utasítások
A preprocesszor-utasítások hatására a fordítás első menete a forrásprogramon hajt végre módosításokat, melynek eredménye a preprocesszor-utasítás nélküli C-program.
A preprocesszor-utasítások nem szabad formátumúak: a sor eleji #-jellel kezdődnek, és a sor végével végződnek. Folytatósor a sor végi \-sel írható.

### #include
Alakja:
```
#include <
fájlnév
>
#include "
fájlnév
"
```

Hatására a preprocesszor az include utasítást a megadott nevű fájl (header-fájl) tartalmával helyettesíti (mintha beírtuk volna a programba). A két alak között az a különbség, hogy az első a fordítóprogram fájljai között keresi a megadott fájlt (linuxban pl. a /usr/include könyvtárban), míg a második a C-programmal azonos könyvtárban (saját header-fájl).
A fájlnév tartalmazhat path-t, kiterjesztése a kialakult szokások szerint .h Ugyancsak kialakult az a szokás, hogy a header-fájl végrehajtható utasítást nem, csak adat-, függvény- és típusdeklarációkat tartalmaz (a preprocesszor-utasításokon kívül).
A header-fájlok használata lehetővé teszi, hogy a deklarációkat egy helyen lehessen leírni. A forrásprogramoknak csak hivatkozniuk kell rá az #include utasítással.

### #define
Preprocesszor-változóhoz rendel értéket. A preprocesszor a változó helyére szövegszerűen behelyettesíti az értéket. Például ha egy tömb méretére több helyen hivatkozunk a programban:
```
#define      TOMBMERET     100

int
 
tomb
[
TOMBMERET
],
i
;

for
(
i
=
0
;
 
i
 
<
 
TOMBMERET
;
 
i
++
)

...

```

Ezzel a tömb méretét egy helyen lehet változtatni a programban.
A #define értéke bármilyen szöveg lehet. Ha C-kifejezésnek akarunk így nevet adni, nyomatékosan ajánlott a kifejezést zárójelbe tenni. A használatkor ui. szöveges másolás történik, nincs prioritásellenőrzés.
A legtöbb fordítóprogram lehetővé teszi, hogy a fordítóprogram hívásakor adhassunk meg preprocesszor-változókat. Pl. linuxban a fenti változó a
```
gcc -DTOMBMERET=100 ...
```

kapcsolóval adható meg. Több -D kapcsoló írható. A #ifndef utasítással meg lehet vizsgálni, hogy a változó létezik-e (és default érték is rendelhető hozzá, ha a fordításkor nem adtunk meg értéket).

### #ifdef, #ifndef
Megvizsgálja, hogy létezik-e egy preprocesszor-változó. Alakja:
```
#ifdef 
preproc-változó

...
#else
...
#endif
```

A #else ág elmaradhat. Több utasítás skatulyázható egymásba. A #ifdef akkor teljesül, ha a változó létezik, #ifndef akkor, ha nem.
Az utasítással forráskódot hagyhatunk ki a programból. A #else-ig (ha elmarad, #endif-ig) leírt szöveg (program) csak akkor kelül a programba, ha a feltétel teljesül. Ha nem teljesül, a #else után leírt; ha nincs #else, akkor semmi.
Példa. Gyakran okoz furcsa hibákat az, ha egy header-fájlt többször hívunk be a programba (esetleg nem is közvetlenül .c-ből, hanem másik headerfájlból). Ezért a headerfájlt így célszerű megírni (legyen a neve pelda.h):
```
#ifndef   PROBA_H

#define   PROBA_H      
// létrehozzuk a változót, hogy a következő híváskor ne teljesüljön a feltétel

// Ide jön a header-fájl tartalma

#endif

```

### #if
Abban különbözik #ifdef-től, hogy a #if után tetszőleges konstans (konstansokból és értéket kapott preprocesszor-változókból) álló fixpontos kifejezés írható. Ha a kifejezés értéke nem 0, a #if utáni, ha 0, a #else utáni kód kerül a programba.
Példa: szükségünk van egy legalább 24 bites előjeltelen egész típusra. A szabvány szerint az unsigned típus legalább 16, az unsigned long legalább 32 bites. A legnagyobb előjeltelen egész értékét a limits.h header-fájl definiálja az UINT_MAX nevű preprocesszor-változóban.
```
#include
 
<limits.h>

#if 1L << 24 < UINT_MAX

typedef
 
unsigned
 
INT24
;

#else

typedef
 
unsigned
 
long
 
INT24
;

#endif

```

## Standard könyvtári függvények

### I/O függvények
| Adat          | stdout  | fájl    |
| ------------- | ------- | ------- |
| karakter      | putchar | fputc   |
| string        | puts    | fputs   |
| formátumozott | printf  | fprintf |

Szinte minden program használja az input-output függvények valamelyikét. Ezek fájlból olvasnak vagy fájlba írnak, és a stdio.h header-fájlban vannak definiálva.
A fájlt meg kell nyitni. A fopen függvény FILE típusú mutatót ad vissza, és ugyancsak stdio.h-ban van definiálva (fordítóprogramtól függően általában typedef struct ... FILE; alakban). A többi fájlkezelő függvény erre az ún. fájlleíróra hivatkozik.
A program az induláskor az operációs rendszertől kap három nyitott fájlt (az alábbi globális nevek ugyancsak stdio.h-ban vannak):
- stdin: standard bemenet
- stdout: standard kimenet
- stderr: standard hibakimenet

| Adat          | stdin   | fájl   |
| ------------- | ------- | ------ |
| karakter      | getchar | fgetc  |
| string        | -       | fgets  |
| formátumozott | scanf   | fscanf |

Ezeket nem kell megnyitni, de le lehet zárni, ha a program nem használja őket. Néhány I/O függvénynek nem kell fájleírót adni: ezek stdout-ra írnak vagy stdin-ről olvasnak.
A függvények pufferelnek: a kiírt adatok a memóriába kerülnek, és csak bizonyos mennyiség után, a fájl lezárásakor (fclose) vagy a fflush függvény meghívására íródnak ki.
A printf és scanf függvénycsaládnak a formátumot stringben kell megadni. A formátum %-jellel kezdődik, és az adat típusára utaló betűvel végződik. A kettő között további információkat lehet megadni. A formátumstring utáni első paraméter az első %-hoz tartozó adat stb. A paraméterek száma tetszőleges, de a %-ok és a paraméterek párban kell legyenek.
Az sprintf függvény fájl helyett karaktertömbbe írja a kimenetet. A sscanf karaktertömbből veszi a bemenetet. A két családnak további függvényei is vannak.
Az alábbi programrészlet a meretek.txt nevű fájlba írja, hány bájtos a gépen a short, int, long és long long típus.
```
FILE
 
*
fp
;

static
 
const
 
char
 
fnev
[]
 
=
 
"meretek.txt"
;

...

if
(
 
(
fp
 
=
 
fopen
(
fnev
,
"w"
))
 
==
 
NULL
)

        
{

        
fprintf
(
stderr
,
"Nem tudom írásra megnyitni a %s fájlt
\n
"
,
fnev
);

        
exit
(
2
);
          
// 2-es hibakóddal kilép a programból

        
}

fprintf
(
fp
,
"short = %d
\n
int = %d
\n
long = %d
\n
long long = %d
\n
"
,

        
sizeof
(
short
),
sizeof
(
int
),
sizeof
(
long
),
sizeof
(
long
 
long
));

if
(
ferror
(
fp
)
 
|
 
fclose
(
fp
))
   
// || nem jó, mert hiba esetén nem zárja be a fájlt

        
{

        
fprintf
(
stderr
,
"I/O hiba a %s fájlban
\n
"
,
fnev
);

        
exit
(
2
);
          
// 2-es hibakóddal kilép a programból

        
}

```

A meretek.txt tartalma linuxban, x86_64 architektúrában:
```
short = 2
int = 4
long = 8
long long = 8
```

### Néhány egyéb könyvtári függvény
| headerfájl | feladat                          | példák                                                                                       |
| ---------- | -------------------------------- | -------------------------------------------------------------------------------------------- |
| stdlib.h   | kilépés a programból             | exit, abort                                                                                  |
| stdlib.h   | memóriakérés futás közben        | malloc, calloc, realloc, free                                                                |
| stdlib.h   | rendezés, szimbóltábla kezelés   | qsort, lsearch, lfind, bsearch                                                               |
| stdlib.h   | string konverziója C-típussá     | atoi, atol, atof                                                                             |
| string.h   | stringkezelés                    | strlen, strcmp, strcat, strchr, strstr, strspn, strcspn                                      |
| ctype.h    | karakterosztályozás              | isalpha, isalnum, isupper, toupper, islower, tolower, isspace                                |
| math.h     | matematikai függvények           | sin, asin, cos, acos, tan, atan, atan2, pow, sqrt                                            |
| limits.h   | értékhatárok                     | preprocesszor-változók a különböző típusok minimális és maximális értékeire                  |
| errno.h    | hibakódok                        | az errno globális változó definíciója és lehetséges értékei az utolsó művelet sikerességéről |
| unistd.h   | paranccsori paraméterek átvétele | getopt                                                                                       |
| setjmp.h   | fatális hiba kezelése            | setjmp, longjmp                                                                              |